# Bussac-sur-Charente
Bussac-sur-Charente – miejscowość i gmina we Francji, w regionie Nowa Akwitania, w departamencie Charente-Maritime.
Według danych na rok 1990 gminę zamieszkiwało 989 osób, a gęstość zaludnienia wynosiła 99 osób/km² (wśród 1467 gmin regionu Poitou-Charentes Bussac-sur-Charente plasuje się na 318. miejscu pod względem liczby ludności, natomiast pod względem powierzchni na miejscu 831.).